# Cimetière communal de Rosny-sous-Bois
Le cimetière communal de Rosny-sous-Bois, est un cimetière se trouvant avenue du Général-de-Gaulle à Rosny-sous-Bois. C'est l'un des deux cimetières de la ville avec l'ancien cimetière de Rosny-Sous-Bois.
Il a subi quelques dégradations en 2019 lors des travaux de prolongement de la ligne 11 du métro de Paris,.

## Personnalités
- Raymond Catenacci[5], Roger Petitville[6] et André Ferbach[7], tués en 1944, morts pour la France.
- Le pilote moto Michel Rougerie (1950-1981).